# هيرب غراهام
هيرب غراهام (بالإنجليزية: Herb Graham)‏ هو سياسي أسترالي، ولد في 6 أبريل 1911 في أستراليا، وتوفي في 17 مارس 1982 في نفس البلد. حزبياً، نشط في حزب العمال الأسترالي. وقد انتخب عضو الجمعية التشريعية لأستراليا الغربية.